# Real Círculo Artístico de Barcelona

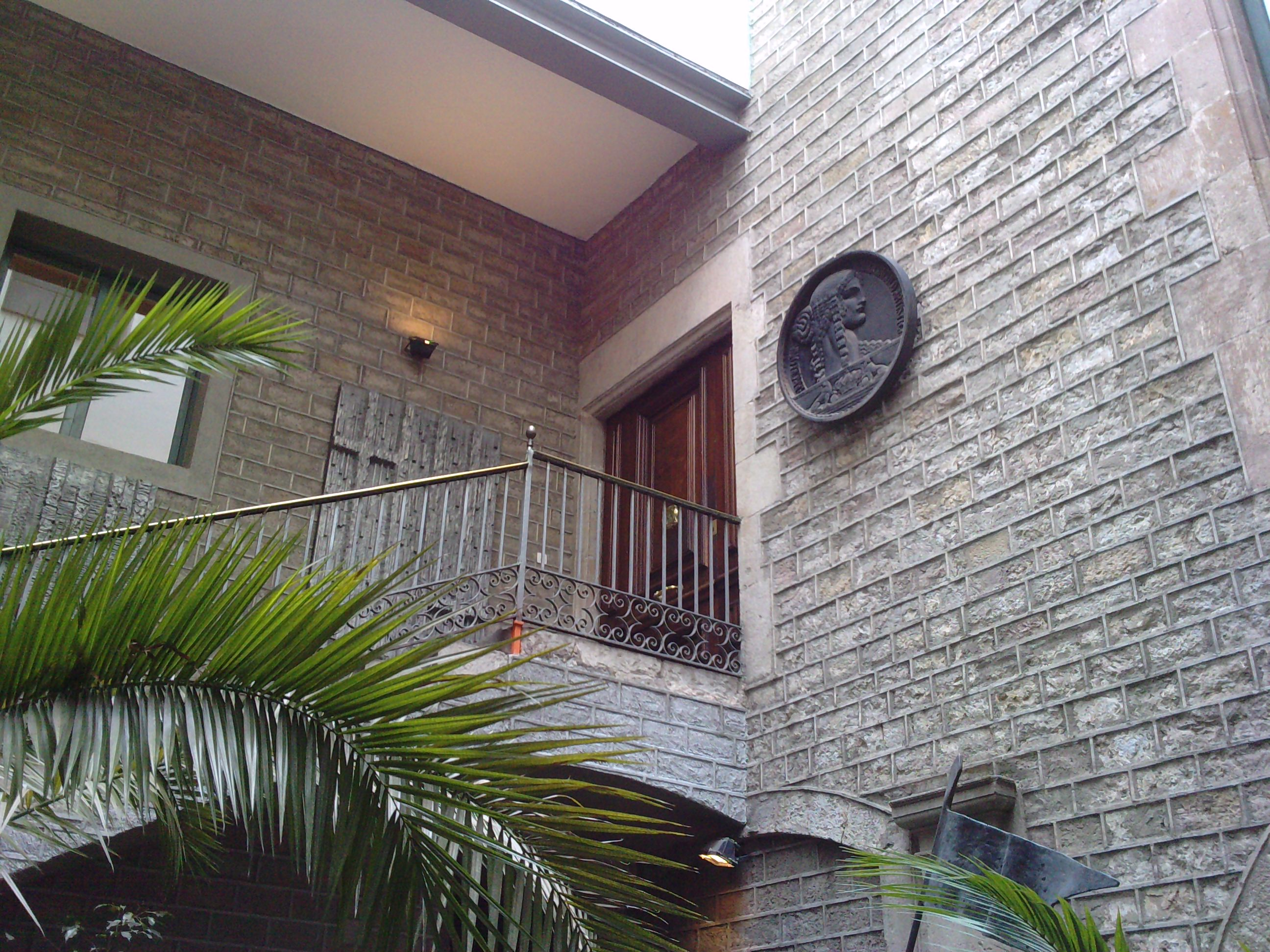
Entrada al Real Círculo Artístico.

El Real Círculo Artístico de Barcelona (en catalán Reial Cercle Artístic de Barcelona) es una institución dedicada al fomento del arte situada en Barcelona. Fue fundado en 1881 por diversos artistas —entre los que se encontraban los pintores Eliseo Meifrén, Modest Urgell, Joaquim Mir, Ramón Casas, Isidre Nonell y Hermenegildo Anglada Camarasa—, y reconocido con el título de Real Círculo Artístico por el rey Alfonso XIII en 1916. Fue instalado en primer lugar en el edificio de la Canonja, para pasar posteriormente a la Gran Vía, la Rambla, la plaza Cataluña y, finalmente, al Palacio Pignatelli, en la calle Arcs. 
En su sede se desarrolló en buena parte el modernismo catalán. Entre sus instalaciones destacan sus salas para el aprendizaje de dibujo y pintura. La entidad ha organizado en este tiempo numerosos conciertos, conferencias y exposiciones, y otros eventos como bailes de disfraces, que suelen celebrarse en el Liceo.
En la sala de exposiciones temporales se presentan exposiciones de otros artistas, como Joan Abelló, Matt Lamb o Amanda Lear,[cita requerida] recogiendo y promocionando a artistas de todo el mundo.